# Oligonychus ilicis
Oligonychus ilicis är en spindeldjursart som först beskrevs av McGregor 1917.  Oligonychus ilicis ingår i släktet Oligonychus och familjen Tetranychidae. Inga underarter finns listade i Catalogue of Life.